# Sphex gaullei
Sphex gaullei är en biart som beskrevs av Lucien Berland 1927. Sphex gaullei ingår i släktet Sphex och familjen grävsteklar. Inga underarter finns listade i Catalogue of Life.